# نيك ليما
نيك ليما (بالإنجليزية: Nick Lima)‏ (17 نوفمبر 1994 في الولايات المتحدة - ) هو لاعب كرة قدم أمريكي في مركز الدفاع. لعب مع سان خوسيه إيرثكويكس.

## وصلات خارجية
- نيك ليما على موقع الدوري الأمريكي (الإنجليزية)
- نيك ليما على موقع قاعدة بيانات كرة القدم.إي يو (الإنجليزية)
- نيك ليما على موقع ناشيونال فوتبول تيمز (الإنجليزية)
- نيك ليما على موقع Soccerbase.com (لاعب) (الإنجليزية)
- نيك ليما على موقع Soccerway.com (الإنجليزية)
- نيك ليما على موقع عالم كرة القدم.نت (الإنجليزية)